# Подунавлє (Билє)
45°38′ пн. ш. 18°49′ сх. д. / 45.63° пн. ш. 18.81° сх. д.
Подунавлє (хорв. Podunavlje) — населений пункт у Хорватії, в Осієцько-Баранській жупанії у складі громади Билє.

## Населення
Населення за даними перепису 2011 року становило 1 осіб.
Динаміка чисельності населення поселення:

## Клімат
Середня річна температура становить 11,01 °C, середня максимальна – 25,24 °C, а середня мінімальна – -5,70 °C. Середня річна кількість опадів – 628 мм.
| Клімат поселення                              | Клімат поселення | Клімат поселення | Клімат поселення | Клімат поселення | Клімат поселення | Клімат поселення | Клімат поселення | Клімат поселення | Клімат поселення | Клімат поселення | Клімат поселення | Клімат поселення | Клімат поселення |
| Показник                                      | Січ.             | Лют.             | Бер.             | Квіт.            | Трав.            | Черв.            | Лип.             | Серп.            | Вер.             | Жовт.            | Лист.            | Груд.            |                  |
| Середній максимум, °C                         | 5,83             | 7,72             | 12,28            | 17,02            | 22,30            | 25,19            | 25,24            | 24,64            | 20,45            | 15,03            | 9,19             | 5,29             |                  |
| Середня температура, °C                       | 0,06             | 1,95             | 6,50             | 11,22            | 16,50            | 19,41            | 21,32            | 20,74            | 16,54            | 11,12            | 5,30             | 1,39             |                  |
| Середній мінімум, °C                          | −5,7             | −3,82            | 0,75             | 5,48             | 10,77            | 13,66            | 17,42            | 16,82            | 12,64            | 7,22             | 1,37             | −2,53            |                  |
| Норма опадів, мм                              | 40               | 35               | 38               | 51               | 57               | 77               | 64               | 59               | 49               | 52               | 58               | 48               |                  |
| Середньомісячна швидкість вітру, м/с          | 2.40             | 2.62             | 2.92             | 2.86             | 2.50             | 2.30             | 2.30             | 2.10             | 2.10             | 2.29             | 2.40             | 2.49             |                  |
| Середньомісячна сонячна радіація, кДж/м²·день | 4182             | 6921             | 10934            | 15531            | 19562            | 21907            | 22277            | 20365            | 15014            | 9437             | 4825             | 3526             |                  |
| --------------------------------------------- | ---------------- | ---------------- | ---------------- | ---------------- | ---------------- | ---------------- | ---------------- | ---------------- | ---------------- | ---------------- | ---------------- | ---------------- | ---------------- |
| Джерело:                                      |                  |                  |                  |                  |                  |                  |                  |                  |                  |                  |                  |                  |                  |